# Gumbaynggirr (langue)
Cet article concerne la langue gumbaynggirr. Pour le peuple gumbaynggirr, voir Gumbaynggirr (peuple).

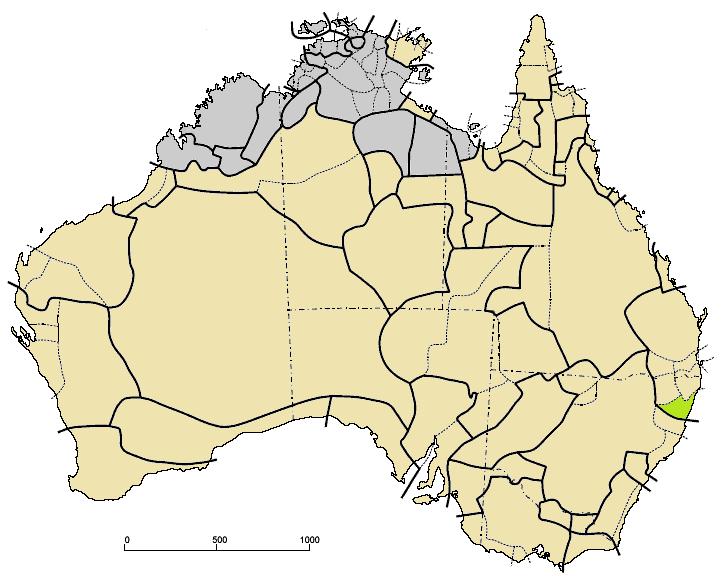

Le gumbaynggirr, ou kumbainggar, est une langue aborigène d'Australie parlée traditionnellement par les Gumbaynggirr, dans la région de Mid North Coast en Nouvelle-Galles du Sud. En 2016, le Bureau australien des statistiques recense 90 locuteurs de cette langue,.
Le gumbaynggirr est une langue polysynthétique. C'est la seule survivante de la branche gumbaynggirrique des langues pama-nyungan, le yaygir étant aujourd'hui éteint.

## Annexe
- (en) « E7: Gumbaynggirr », sur aiatsis.gov.au, Australian Institute of Aboriginal and Torres Strait Islander Studies (consulté le 14 août 2020).